# Benalúa
Benalúa – gmina w Hiszpanii, w prowincji Grenada, w Andaluzji, o powierzchni 8,69 km². W 2011 roku gmina liczyła 3351 mieszkańców.
Gmina ma jedno z najmniejszych obszarów w prowincji, stąd jej duża gęstość zaludnienia.
W miejscowości jest stacja kolejowa Benalúa.